# Jean Morin de La Sorinière
Pour les articles homonymes, voir Jean Morin, Morin et Sorinière.
Jean Morin, sieur de La Marchanderie, de La Sorinière et de Chavagne († à la fin de 1584 ou au début de 1585) fut maire de Nantes et premier président de la chambre des comptes de Bretagne.

## Biographie
Fils de Guillaume Morin, seigneur de La Marchanderie et de La Sorinière, conseiller du Roi au présidial de Nantes, maître en la chambre des comptes de Bretagne, et de Jeanne Pohier, dame de La Chevalleraie, ayant fait des études de droit (docteur ès lois), Jean Morin devient l'époux de Françoise Ruys, dame du Bois de Tréans, fille du plus riche négociant de la ville, l'Espagnol André Rhuys de Embito († 1580), et nièce de Simón Ruiz Embito, et avocat attitré des négociants espagnols installés à Nantes. Avocat du Roi au présidial de Nantes, il fut maire de la ville en 1571-1572, puis premier président de la chambre des comptes de Bretagne de 1574 à 1584, et mourut peu de temps après avoir résigné sa charge. En 1571, il avait acheté le château de Chavagne à Sucé-sur-Erdre. 
Il était d'autre part humaniste et avait écrit (sous le nom de « sieur de la Sorinière ») des Mémoires et recherches touchant les antiquités et singularités de la Bretagne armorique, dont parle La Croix du Maine dans sa Bibliothèque française, mais on ne sait pas ce que ce texte, apparemment jamais imprimé, est devenu. D'après la même source, il avait aussi composé des Oraisons, des Poésies françaises, et entre autres un Discours sur le mépris des biens de fortune.
En 1599 ou 1600, sa fille Jeanne Morin (1579-1634) devint la seconde femme de Joachim Descartes (le père du philosophe René Descartes qui n'avait alors que 3 ou 4 ans).
Il est également le père d'André Morin.

## Municipalité
Sous-maire : 
- Michel Le Lou, Sr du Breil

Échevins :
- Me Billy, Sr de la Grée ;
- Le Bret, Sr de la Brandaisière ;
- Fyot, Sr de la rivière ;
- Jacques Davy ;
- Jean Quantin ;
- Gilles de Launay ;
- Jean Houys ;
- Guillaume Bretagne.

Procureur-syndic :
- Julien André.

Greffier :
- Jean Bizeul.

Députation aux États de Bretagne en 1571 à Rennes :
- Jean Morin (maire) ;
- Mathieu Michel (procureur des bourgeois) ;
- Jean Houys (échevin) ;
- Jean Gravoil ;
- Michel Loriot.

Une seconde fois, la même année :
- Julien André (procureur et avocat des bourgeois) ;
- Guillaume Pouponneau ;
- Nicolas Fiot (sans doute échevin).